# Pictor
Pictor (Pic), o Pintor, é uma constelação do hemisfério celestial sul, localizada entre a brilhante estrela Canopus e a Grande Nuvem de Magalhães. O genitivo, usado para formar nomes de estrelas, é Pictoris. O nome vem da abreviação do original latino Equuleus Pictoris ("o Cavalete do Pintor"). Normalmente representada por um cavalete, a constelação de Pintor foi definida e batizada pelo Abade Nicolas Louis de Lacaille no século XVIII. Sua estrela mais brilhante é Alpha Pictoris, uma estrela de classe A da sequência principal com magnitude aparente de 3,3 e à distância de 97 anos-luz da Terra.
O Pintor chama atenção por causa de sua segunda estrela mais brilhante, Beta Pictoris, a 63,4 anos-luz da Terra, que é cercada por um proeminente disco de poeira rico em carbono, o qual abriga pelo menos um planeta. Planetas extrassolares também foram achados em cinco outras estrelas da constelação. Entre elas está HD 40307, uma anã laranja com seis planetas em órbita, um dos quais — HD 40307 g — é uma possível super-Terra na zona habitável da estrela. A Estrela de Kapteyn, a estrela do Pintor mais próxima da Terra, é uma anã vermelha localizada a 12,76 anos-luz com um sistema planetário de duas super-Terras, descoberto em 2014. RR Pictoris é um estrela binária variável cataclísmica, que explodiu como nova em 1925, alcançando uma magnitude aparente de 1,2. Pictor A é uma radiogaláxia que possui um jato de plasma com 800 000 anos-luz de extensão originado de um buraco negro supermaciço no centro da galáxia. Em 2006, uma erupção de raios gama — GRB 060729 — foi observada no Pintor, e continuou brilhando por quase dois eventos após o evento principal.

## História

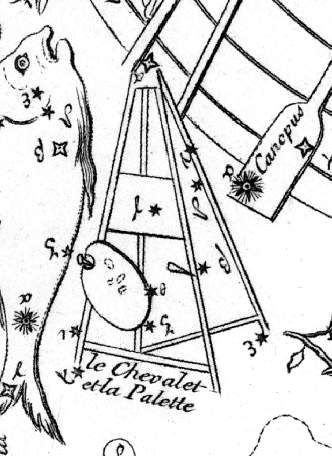
Represenção antiga do Pintor (cerca de 1756), quando conhecida como le Chevalet et la Palette; Canopus, da constelação da Quilha, é vista no canto superior direito.

O abade e astrônomo francês Nicolas Louis de Lacaille descreveu originalmente o Pintor como  le Chevalet et la Palette (o cavalete e a paleta) em 1756, após observar e catalogar 10 000 estrelas austrais durante uma estadia de dois anos no Cabo da Boa Esperança. Ele criou quatorze novas constelações em regiões não catalogadas dos céus do sul, invisíveis da Europa. Todas, exceto uma, homenageavam instrumentos símbolos do movimento iluminista. Ele deu designações de Bayer a essas constelações, incluindo a dez estrelas no Pintor hoje conhecidas como Alpha até Nu Pictoris. Deu à constelação o nome de Equuleus Pictorius em sua carta celeste de 1763, com a palavra "Equuleus" podendo significar burro, potro, ou cavalete em latim — possivelmente de um velho costume entre artistas de carregar uma tela em um burro. Pouco depois, o astrônomo alemão Johann Bode a chamou de Pluteum Pictoris, e o nome foi encurtando até sua forma atual em 1845, graças ao astrônomo inglês Francis Baily por sugestão de Sir John Herschel.

## Características
O Pintor é uma pequena constelação no hemisfério celestial sul,  fazendo fronteira com a Pomba ao norte, a Popa e a Quilha a leste, o Cinzel a noroeste, o Peixe Dourado a sudoeste e o Peixe Voador a sul. A abreviação de três letras para a constelação, adotada pela União Astronômica Internacional em 1922, é "Pic". Os limites oficiais da constelação, definidos por Eugène Delporte em 1930, consistem de um polígono de dezoito segmentos (ilustrados na infocaixa).  No sistema equatorial de coordenadas, as coordenadas de ascensão reta da constelação variam entre 04h 32,5m e 06h 52,0m, enquanto a declinação varia entre −42,79° e −64,15°. O Pintor culmina cada ano às 21h no dia 30 de janeiro. Sua posição no céu significa que a constelação toda só é visível para observadores a sul da latitude 26°N, e partes se tornam circumpolares ao sul da latitude 35°S.

## Objetos notáveis

### Estrelas

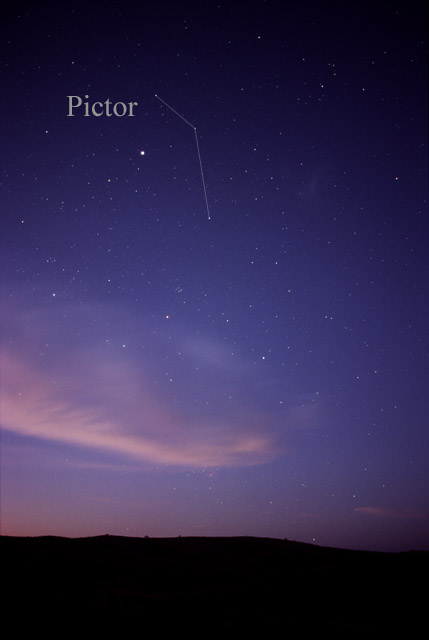
Fotografia mostrando o Pintor vista a olho nu (linhas juntando as três estrelas principais foram adicionadas). A estrela brilhante perto da constelação é Canopus.

O Pintor é uma constelação de pouco brilho; suas três estrelas mais notáveis podem ser vistas próximas de Canopus, proeminente e muito mais brilhante. Dentro dos limites da constelação, há quarenta e nove estrelas mais brilhantes que a magnitude aparente de 6,5. Localizada a cerca de 97 anos-luz da Terra, Alpha Pictoris é a estrela mais brilhante da constelação; é uma estrela de classe A da sequência principal com magnitude aparente de 3,3, e tipo espectral A8VnkA6. Uma estrela de rápida rotação com velocidade de rotação projetada de 206 km/s, é cercada por uma camada de gás circunstelar. Beta Pictoris é outra estrela branca da sequência principal de tipo espectral A6V, com magnitude aparente de 3,86. A uma distância de 63,4 anos-luz da Terra, é membro do grupo Beta Pictoris — um grupo de dezessete sistemas estelares com origem comum há doze milhões de anos em movimento pelo espaço aparente. Em 1984, Beta Pictoris se tornou a primeira estrela com um disco de poeira conhecido. Mais tarde, um planeta extrassolar com cerca de oito vezes a massa de Júpiter foi descoberto orbitando a estrela a cerca de 8 unidades astronômicas — aproximadamente a distância entre Saturno e o Sol. O Observatório Europeu do Sul confirmou sua presença pelo uso de imagens diretas com o Very Large Telescope no fim de 2009.
Gamma Pictoris é uma estrela gigante laranja de tipo espectral K1III que se expandiu para um diâmetro quatorze vezes maior que o solar. Brilhando com uma magnitude aparente de 4,5, está localizada a 174 anos-luz da Terra. Localizada a 1 298 anos-luz da Terra, Delta Pictoris é uma binária eclipsante do tipo Beta Lyrae. Composto por duas estrelas azuis de tipo espectral B3III e O9V, o sistema possui um período de 1,67 dias, e sua magnitude aparente varia entre 4,65 e 4,9. Ambas as estrelas têm forma oval por serem distorcidas gravitacionalmente uma pela outra. Lacaille nomeou duas estrelas de Eta Pictoris. Eta2 Pictoris, também conhecida como HR 1663, é uma gigante laranja com um tipo espectral de K5III e magnitude aparente de 5,05. A uma distância de 474 anos-luz, possui um diâmetro de 5,6 vezes o solar. Eta1 Pictoris, também conhecida como HR 1649, está a 85 anos-luz da Terra e é uma estrela da sequência principal com tipo espectral de F5V e magnitude visual de 5,38. Possui uma estrela companheira óptica de magnitude 13 a uma separação de 11 segundos de arco.
Além de Beta, outras cinco estrelas do Pintor possuem sistemas planetários conhecidos. AB Pictoris é uma  variável BY Draconis com um objeto subestelar companheiro que pode ser um grande planeta ou uma anã marrom, descoberto por imagens diretas em 2005. HD 40307 é uma estrela de classe K da sequência principal com tipo espectral de K2.5V e magnitude aparente de 7,17 a cerca de 42 anos-luz da Terra. Espectroscopia Doppler com o HARPS indica que HD 40307 abriga seis planetas super-Terras, um dos quais, HD 40307 g, localiza-se na zona habitável da estrela, e não está próximo o suficiente para possuir rotação sincronizada (a mesma face sempre virada para a estrela), ao contrário de outros planetas no sistema, e muitos outros planetas na zona habitável que orbitam perto de suas estrelas. HD 41004 é um complexo sistema binário a cerca de 139 anos-luz. A estrela primária é uma anã laranja de tipo espectral K1V orbitada por um planeta com 2,65 vezes a massa de Júpiter e período de 963 dias, enquanto a secundária é uma anã vermelha de tipo espectral M2V orbitada por uma anã marrom com pelo menos 19 vezes a massa de Júpiter. Ambos os componentes subestelares foram descobertos por espectroscopia Doppler usando o espectrógrafo CORALIE em 2004 e 2002 respectivamente. A Estrela de Kapteyn, uma anã vermelha próxima da Terra a uma distância de 12,78 anos-luz com uma magnitude de 8,8, tem o segundo maior movimento próprio de todas as estrelas do céu (atrás da Estrela de Barnard). Orbitando a Via Láctea no sentido oposto ao da maioria das estrelas, pode ter se originado em uma galáxia anã que se fundiu à Via Láctea, sendo que o remanescente dessa galáxia é o aglomerado globular Omega Centauri. Em 2014 observações da velocidade radial da Estrela de Kapteyn com o espectrógrafo HARPS mostraram que ela abriga duas super-Terras — Kapteyn b e Kapteyn c. Kapteyn b é o mais velho planeta potencialmente habitável conhecido, com idade estimada de 11 bilhões de anos.
Localizada 1,5 graus a sul-sudoeste de Alpha, RR Pictoris é uma variável cataclísmica que explodiu como uma nova, atingindo magnitude de 1,2 em 9 de junho de 1925. Seis meses após esse pico de luminosidade, não era mais visível a olho nu, até chegar à sua magnitude atual de 12,5. Novas como RR Pictoris são sistemas binários compostos por uma anã branca e uma estrela secundária tão próxima que preenche seu lóbulo de Roche com material estelar, que é então transferido para a anã branca por acreção. Quando esse material atinge uma massa crítica, uma quantidade enorme de energia é liberada e o brilho do sistema aumenta tremendamente. As duas estrelas de RR Pictoris completam uma órbita a cada 3,48 horas.  O sistema está a cerca de 1 300 anos-luz da Terra.

### Objetos de céu profundo

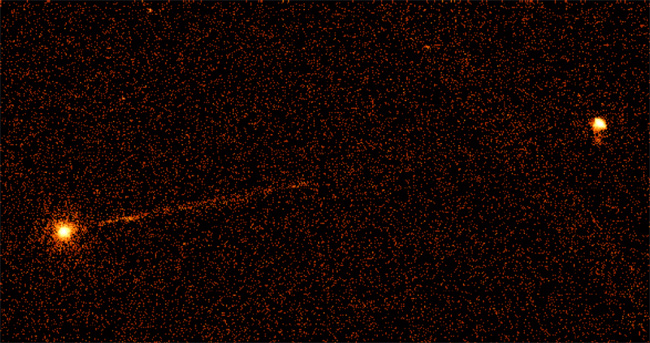
Imagem do Observatório de raios-X Chandra mostrando um jato de plasma saindo de Pictor A.

NGC 1705 é uma galáxia anã irregular a 17 milhões de anos-luz da Terra. É uma das mais ativas regiões de formação estelar no universo próximo, apesar de que sua taxa de formação estelar atingiu seu máximo há 30 milhões de anos. Pictor A, a uma distância de 485 milhões de anos-luz, é uma notável radiogaláxia composta por dois lóbulos Originado do buraco negro supermaciço em seu centro há um jato relativístico 800 000 anos-luz de extensão.
SPT-CL J0546-5345 é um grande aglomerado de galáxias localizado a 7 bilhões de anos-luz com uma massa equivalente a 800 trilhões de massas solares. GRB 060729 foi uma erupção de raios gama primeiramente observada em 29 de julho de 2006. Foi provavelmente causada por uma supernova tipo Ic — o colapso do núcleo de uma estrela de grande massa. Também foi notável pelo seu  brilho extraordinariamente longo de raios X após o evento principal, detectável por 642 dias (quase dois anos). O evento teve um desvio para o vermelho de 0,54.